# 阿拉-萨拉姆-迟哈剌多项式

AL-SALAM-CHIHARA 2D MAPLE PLOT

阿拉-萨拉姆-迟哈剌多项式(Al-Salam-Chihara polynomials)是一个以基本超几何函数定义的正交多项式
{\displaystyle Q_{n}(x;a,b;q)={\frac {(ab;q)_{n}}{a^{n}}}\;_{3}\phi _{2}\left({\begin{matrix}q^{-}n&ae^{i}\theta &ae^{-}i\theta \\ab&0\end{matrix}};q,q\right)}

## 极限关系
阿拉-萨拉姆-迟哈剌多项式→连续q拉盖尔多项式
令阿拉-萨拉姆-迟哈剌多项式 b=0,即得连续大Q埃尔米特多项式

## 图集
|  |  |  |

|  |  |  |